# الساندرو فارینا
الساندرو فارینا (انگلیسی: Alessandro Farina؛ زادهٔ ۲۰ فوریهٔ ۱۹۷۹) بازیکن فوتبال اهل ایتالیا است.
از باشگاه‌هایی که در آن بازی کرده‌است می‌توان به باشگاه فوتبال لاتینا و البیا کالچو ۱۹۰۵ اشاره کرد.